# Teoría del proceso oponente
La teoría del proceso del oponente es un modelo psicológico y neurológico que explica una amplia gama de comportamientos, incluida la visión de los colores. Este modelo fue propuesto por primera vez en 1878 por Ewald Hering, fisiólogo alemán, y posteriormente ampliado por Richard Solomon, psicólogo del siglo XX.

## Percepción visual
La teoría del proceso oponente fue desarrollada por primera vez por Ewald Hering. Él observó que hay combinaciones de colores que nunca vemos, como el verde rojizo o el amarillo azulado. La teoría del proceso oponente sugiere que la percepción del color está controlada por la actividad de tres sistemas oponentes. En la teoría, postuló tres tipos de receptores independientes que tienen pares opuestos: blanco y negro, azul y amarillo, y rojo y verde.
Estos tres pares producen combinaciones de colores a través del proceso oponente. Además, según esta teoría, para cada uno de estos tres pares existen tres tipos de sustancias químicas en la retina, en las que pueden ocurrir dos tipos de reacciones químicas. Estas reacciones producirían un miembro del par en su fase de construcción, o proceso anabólico, mientras que producirían al otro miembro en una fase destructiva, o proceso catabólico.

Si un espectador mira esta imagen durante 5 a 60 segundos y luego mira un objeto blanco, aparecerá una imagen secundaria negativa (en este caso, cian sobre magenta). Esto también se puede lograr si el espectador cierra los ojos e inclina la cabeza hacia arriba.

Los colores de cada par se oponen entre sí. Los receptores rojo-verde no pueden enviar mensajes sobre ambos colores al mismo tiempo. Esta teoría también explica las imágenes remanentes negativas; una vez que se presenta un estímulo de cierto color, el color oponente se percibe después de que se elimina el estímulo porque los procesos anabólicos y catabólicos se invierten. Por ejemplo, el rojo crea una respuesta positiva (o excitatoria), mientras que el verde crea una respuesta negativa (o inhibitoria). Estas respuestas están controladas por neuronas oponentes, que son neuronas que tienen una respuesta excitatoria a algunas longitudes de onda y una respuesta inhibitoria a longitudes de onda de la parte opuesta del espectro.
Según esta teoría, el daltonismo se debe a la falta de una determinada sustancia química en el ojo. 
Sin embargo, recientemente se ha cuestionado la veracidad de esta teoría. La principal evidencia de esta teoría derivaban de registros de células retinales y talámicas (NGL), que eran excitadas por un color y suprimidas por otro. Con base en estas oposiciones, las células se denominaron células opositoras «azul-amarilla», «verde-roja» y «negro-blanco». En una revisión reciente de la literatura, Pridmore señala que la definición del color «verde» ha sido muy subjetiva e inconsistente y que la mayoría de los registros de neuronas retinales y talámicas (NGL) eran de color «rojo-cian», y algunos de color «verde-magenta». Como estos colores son complementarios y no oponentes, propuso denominar a estas neuronas como células complementarias.

## Emociones

### Procesos A y B
El proceso A se refiere a uno de los procesos internos emocionales o respuestas de la teoría del proceso oponente. El proceso A es en gran medida responsable de la reacción emocional inicial, generalmente rápida e inmediata, ante un estímulo. La teoría lo considera un proceso primario que puede ser afectivamente positivo o negativo, pero nunca neutro. La teoría también propone que este proceso causa automáticamente un proceso B, que es subjetiva y fisiológicamente opuesto en dirección al proceso A.
Hay una respuesta máxima a cualquier estímulo emocional que suele producirse rápidamente, generalmente a partir de un shock, pero que dura sólo mientras el estímulo está presente. En un sentido fisiológico, el proceso A es aquel donde las pupilas se dilatan, el ritmo cardíaco aumenta y la adrenalina se dispara.
En consecuencia, los procesos A y B están vinculados temporalmente, pero se creía que dependían de diferentes mecanismos neurobiológicos. El proceso B, la otra parte de la teoría del proceso oponente, ocurre después del shock o emoción inicial y se evoca tras un breve retraso. El proceso A y el proceso B se superponen en una especie de área intermedia. Mientras el proceso A todavía está en marcha, el proceso B comienza a aumentar, nivelando en última instancia el pico inicial de emoción del proceso A. El proceso A finaliza una vez que el estímulo se termina, se va o finaliza. Fisiológicamente, aquí es donde la respiración vuelve a la normalidad, el pulso vuelve a su ritmo normal y la frecuencia cardíaca comienza a disminuir. El proceso B puede considerarse como la «reacción posterior». Una vez que el proceso B ha finalizado, el cuerpo vuelve a la homeostasis.
Las investigaciones sobre los mecanismos cerebrales de la adicción a las drogas mostraron cómo el proceso A se equipara con el placer derivado de las drogas y, una vez que se debilita, le sigue el fortalecimiento del proceso B, que son los síntomas de abstinencia.

## Motivación

Teoría del proceso oponente de la adicción a las drogas, también conocida como el «patrón estándar de dinámica afectiva». Las simulaciones de modelado PK/PD han demostrado que este patrón se puede reproducir combinando procesos oponentes más cortos a una alta frecuencia.

Richard Solomon desarrolló una teoría motivacional basada en los procesos oponentes. Básicamente afirma que a todo proceso que tiene un equilibrio afectivo (es decir, es agradable o desagradable) le sigue un «proceso oponente» secundario. Este proceso oponente se inicia después de que el proceso primario se ha disipado. Con la exposición repetida, el proceso primario se debilita mientras que el proceso oponente se fortalece.
La contribución más importante son los hallazgos de Solomon sobre la motivación laboral y el comportamiento adictivo. Según la teoría del proceso oponente, la adicción a las drogas es el resultado de una combinación emocional de placer y los síntomas emocionales asociados con la abstinencia. Al inicio del consumo de drogas o de cualquier sustancia, existen altos niveles de placer y bajos niveles de abstinencia. Sin embargo, con el tiempo, a medida que disminuyen los niveles de placer por el uso de la droga, aumentan los niveles de síntomas de abstinencia.
La teoría fue respaldada por un estudio que Solomon realizó junto con J. D. Corbit en 1974, en el que los investigadores analizaron las emociones de los paracaidistas. Se encontró que los principiantes tienen mayores niveles de miedo que los paracaidistas más experimentados, pero menos placer al aterrizar. Sin embargo, a medida que los paracaidistas seguían saltando, el placer aumentaba y el miedo disminuía. Un experimento similar se realizó con perros. A los perros se les colocó un arnés de Pavlov y se les aplicaron descargas eléctricas durante 10 segundos. Ésta descarga fue el estímulo del experimento. En la etapa inicial (que consta de los primeros estímulos), los perros experimentaron terror y pánico. Luego, cuando detuvieron los estímulos, los perros se volvieron sigilosos y cautelosos. El experimento continuó y, después de muchos estímulos, los perros pasaron de estar infelices a estar alegres y felices después de que las descargas cesaron por completo. En el modelo del proceso oponente, esto es el resultado de un cambio a lo largo del tiempo del miedo al placer en el par de emociones miedo-placer.
Otro ejemplo de procesos de oposición es el uso de nicotina. En términos del hedonismo, un proceso (el proceso inicial) es una reacción hedónica provocada por el uso de nicotina. El usuario adquiere sensaciones positivas mediante la inhalación de nicotina. Esto luego es contrarrestado u opuesto por el segundo efecto opuesto a la droga (el proceso oponente). El efecto opuesto a la droga tiene propiedades hedónicas negativas, que sería la disminución de las sensaciones positivas obtenidas por la inhalación de nicotina. La contrarrestación tiene lugar después de la respuesta hedónica inicial como medio para restaurar la homeostasis. En resumen, el uso de nicotina impulsa una respuesta inicial placentera. Luego es contrarrestado por el proceso oponente que lo devuelve a su nivel original de homeostasis. Los sentimientos negativos comienzan a afianzarse nuevamente, que en este caso sería el ansia de nicotina. El uso repetido de la sustancia continuará fortaleciendo el proceso oponente, pero los sentimientos adquiridos a través del proceso inicial permanecerán constantes. Esta dinámica explica la tolerancia, que es el aumento en la cantidad de droga/sustancia que se necesita para superar el proceso oponente que va aumentando en fuerza. Esto también explica el síndrome de abstinencia, que se produce por los efectos negativos, opuestos a los de la droga, que permanecen después de que el proceso placentero inicial desaparece.
Leo Hurvich y Dorothea Jameson propusieron un modelo neurológico de una teoría general del procesamiento neurológico de oponentes en 1974. Esto llevó al modelo general de procesamiento holográfico correlacional de oponentes de Ronald C. Blue y Wanda E. Blue. Este modelo propone que la habituación es una interferencia de ondas holográficas neurológicas de los procesos oponentes que explica el aprendizaje, la visión, la audición, el gusto, el equilibrio, el olfato, la motivación y las emociones.
Más allá del comportamiento adictivo, la teoría del proceso oponente puede, en principio, explicar por qué procesos (es decir, situaciones o estados subjetivos) que son aversivos y desagradables pueden seguir siendo gratificantes. Por ejemplo, después de estar expuestos a una situación estresante (prueba de presión fría), los participantes humanos mostraron mayores signos fisiológicos de bienestar que aquellos en la condición de control. Las medidas de autoinforme y las valoraciones subjetivas muestran que el alivio del dolor físico puede inducir sensaciones placenteras y una reducción del afecto negativo. En consecuencia, la teoría del proceso oponente también puede ayudar a explicar comportamientos psicopatológicos como la autolesión no suicida.

## Otras lecturas
- ERN Grigg, MD. Biologic Relativity. Akaranth Books, 1967. (Extensive opponent-processes as a general model of biology and psychology)
- Solomon, R.L. (1980). The Opponent-Process Theory of Acquired Motivation: The Costs of Pleasure and the Benefits of Pain. American Psychologist, 35, 8, pp. 691–712.
- Solomon, R.L. and Corbit, J.D. (1973). An Opponent-Process Theory of Motivation: II. Cigarette Addiction. Journal of Abnormal Psychology, 81, 2, pp. 158–171.
- Solomon, R.L. and Corbit, J.D. (1974). An Opponent-Process Theory of Motivation: I. Temporal Dynamics of Affect. Psychological Review, 81, 2, pp. 119–145.